# 田辺城 (丹後国)
田辺城（たなべじょう）は、京都府舞鶴市にある日本の城。
鎌倉幕府・室町幕府の八田守護所（丹後守護所）の後身ともいわれ、戦国時代から江戸時代にかけて存在した。別名は舞鶴城（ぶがくじょう）。舞鶴市指定史跡。

## 沿革

### 室町時代
室町幕府の丹後守護所は加佐郡の八田であり、丹後守護の一色氏は八田の守護館において政務をとっていた（若狭武田氏との抗争中は除く）。この館は平地にあるため、有事の際は背後の建部山にある建部山城に籠って戦うこととされていた。

### 戦国時代
1578年（天正6年）織田信長の命によって守護大名の一色義道を滅ぼし、丹後を制圧した長岡藤孝（幽斎）は、はじめは宮津城を居城としたが、京都に近く交通の要所であった旧丹後守護所の加佐郡八田に、地名を田辺と改めた上で田辺城を築き、経営の中心とした。隠居後は、子の忠興を入城させた。

### 田辺城攻防戦
1600年（慶長5年）関ヶ原の戦いが勃発すると、当主になっていた細川忠興は石田三成率いる西軍の誘いを退け、徳川家康率いる東軍に加勢した。隠居していた藤孝は自分の居城である宮津城では西軍の攻勢を防げないと考え、宮津城を焼き払い、田辺城に入城、西軍を迎え撃った。田辺城は石田三成の家老島清興の親族にあたる小野木重勝や豊臣家の重臣前田玄以の子茂勝が率いる西軍・1万5千人に包囲されると、50日に及ぶ戦となった。戦闘の末、藤孝は自身のもつ「古今伝授の書」が戦火で忘却されるのを恐れ、それを後陽成天皇に献上した。藤孝の戦死を憂いた後陽成天皇の仲介で西軍は攻撃をするのをやめ、命を助けられた。田辺城を開城した藤孝は敵将前田茂勝の丹波亀山城に入った。なお、7月15日に田辺城に入城した三刀谷孝和の見聞と叙述を記述したものが『三刀谷田辺記』である。子細な城内事情を詳しく伝えており、当時の一般部将の時局認識の素朴な実態を物語ったものである。

### 江戸時代

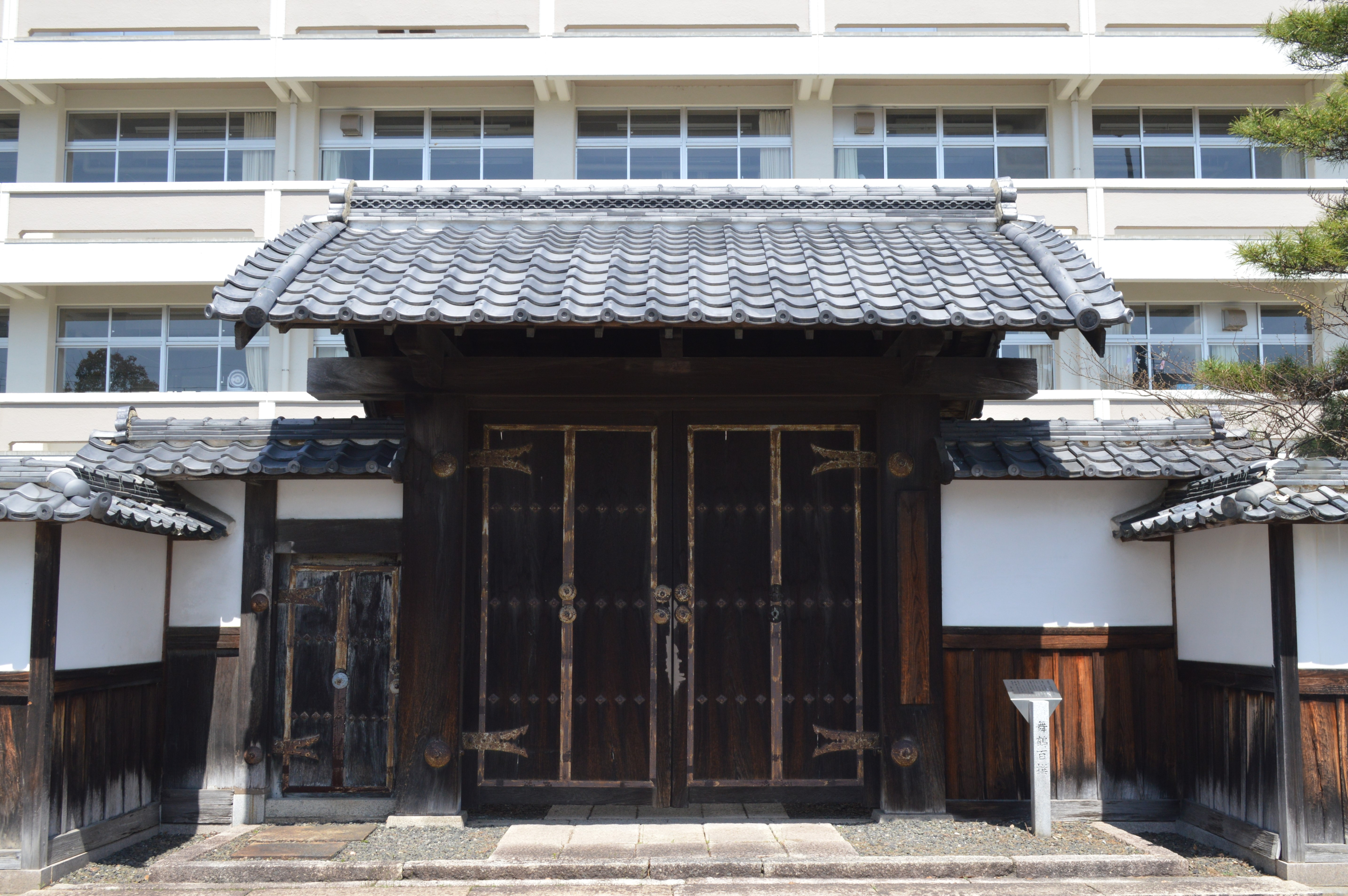
明倫館正門

こののち細川忠興は豊前国小倉に転封され、京極高知が丹後一国12万3千石を与えられ仮に田辺城に入城したが、宮津城を再築し宮津城へ本拠地を移した。このとき田辺城の建造物は、ことごとく破壊されたと伝えられている（一国一城令）。京極高知の遺言によって京極家は嫡男・高広が宮津藩7万5千石、次男・高三が田辺藩（舞鶴藩）3万5千石、養子・高信が峰山藩1万3千石を相続した。
初代舞鶴藩主となった京極高三により石垣の修復や櫓の再建が図られ、荒廃していた田辺城は再興された。再建された田辺城は、絵図によると二の丸を中心に再建され、二の丸の南に御殿、二の丸北に二重櫓、二の丸に櫓門2基、三の丸に櫓門が3基建てられていた。
京極氏は3代続いた後、豊岡藩へ転封となり、代わって牧野氏が1668年（寛文8年）3万5千石で入封すると、田辺城の大手門その他の城門・石垣などが改築され、それを代々世襲し明治の時代まで繁栄した。1869年（明治2年）には版籍奉還が行われ、その後、紀伊田辺藩との同一藩名を解消するため太政官より田辺藩の名称変更を命じられ、同年6月に田辺城の雅号・舞鶴城に因んで舞鶴藩に改称した。

## 現在の田辺城

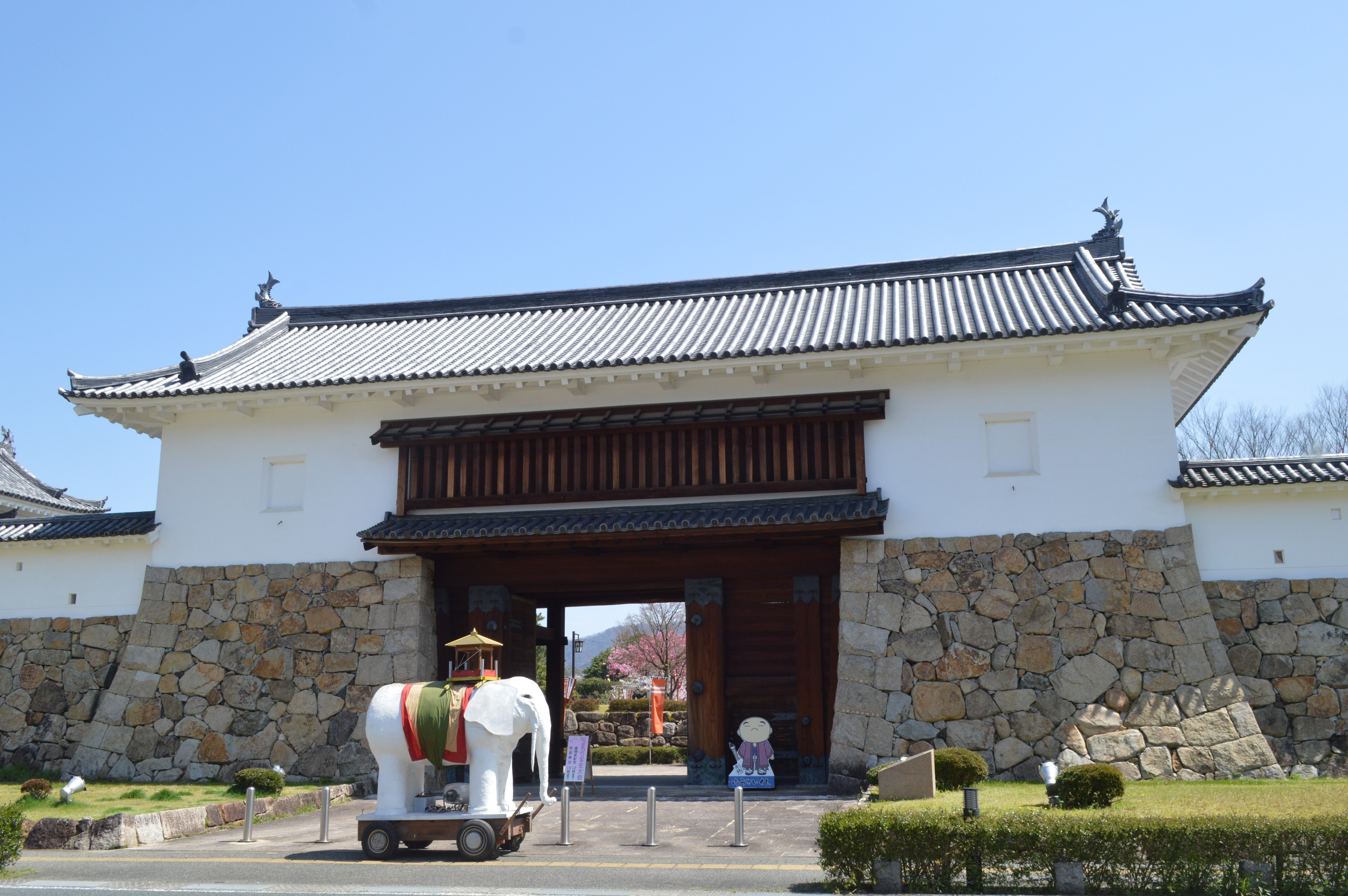
1992年に模擬復興された城門

現在の田辺城跡は舞鶴公園になっており、1940年（昭和15年）に復興された二層櫓の彰古館、本来の外堀跡地に1992年（平成4年）に模擬復興された城門には田辺城資料館、天守台石塁などがある。また濠はすべて埋め立てられていて存在しない。

## アクセス
- 西日本旅客鉄道（JR西日本）舞鶴線・西舞鶴駅から徒歩4分。
  - 京都駅より特急まいづるに乗り、約1時間30分で西舞鶴駅着
- 舞鶴若狭自動車道・舞鶴西ICから車で10分。